# Wind River Arboretum

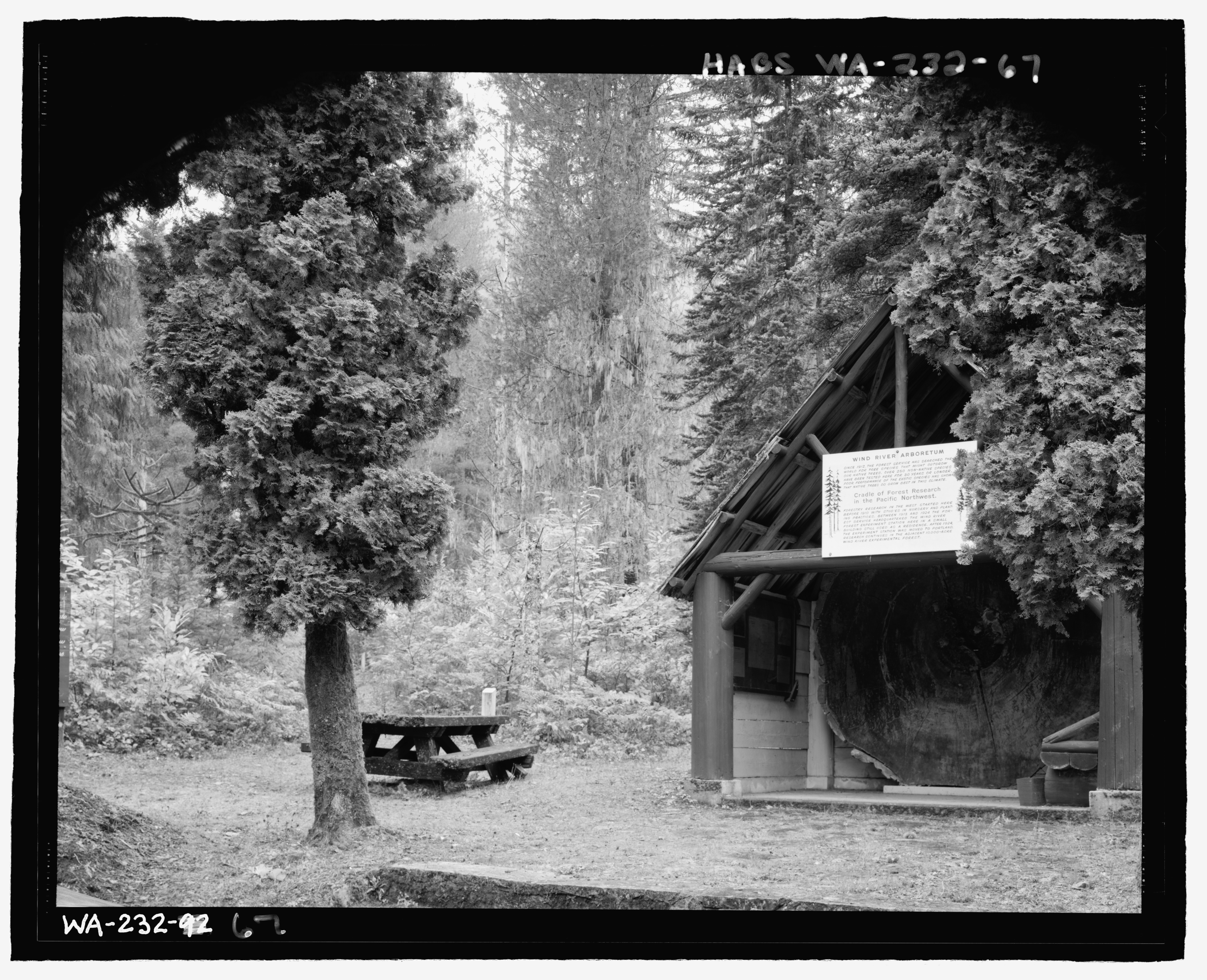
Vstupní přístřešek arboreta Wind River v blízkosti Lookout Mountain Road, nedaleko města Carson, Skamania County.

Wind River Arboretum je výzkumné arboretum v národním lese Gifforda Pinchota, nedaleko města Carson v americkém státě Washington. V roce 1912 ho založil vědec ve služábch americké lesní správy Thornton T. Munger, který chtěl zjistit, jaké stromy jsou nejlepší pro komerční záměry. Lesníci zde zasadili stromy různých klimatických zón, které pak porovnávali s původními stromy oblasti Severozápadu USA. Po asi devadesáti letech výzkumu a asi 165 testovaných druzích bylo zjištěno, že na zdejší prostředí se adaptují nejlépe zdejší druhy. Arboretum je nejlépe známé pro své pralesy douglasky tisolisté a jedlovce západního. Mezi další zdejší druhy patří také zerav obrovský, jedle líbezná, jedle obrovská a jedle vznešená, v menším zastoupení to jsou taxus brevifolia, javor okrouhlolistý, cornus nuttallii a alnus rubra. Většina lesa je více než čtyři sta let stará.